# Marie de Saxe-Altenbourg (1854-1898)
Pour l’article homonyme, voir Marie de Saxe-Altenbourg.
La princesse Marie de Saxe-Altenbourg (née Marie Frédérique Leopoldine Georgine Auguste Alexandra Élisabeth Thérèse Joséphine Hélène Sophie le 2 août 1854 et morte le 8 octobre 1898) était l'épouse du prince Albert de Prusse, régent du duché de Brunswick,.

## Famille
Marie est le seul enfant ayant survécu d'Ernest Ier, duc de Saxe-Altenbourg et de son épouse, la princesse Agnès d'Anhalt-Dessau. Son jeune frère Georges est mort alors qu'il n'était qu'un nourrisson. En l'absence de fils pouvant hériter du titre de son père, c'est Ernest, le cousin de Marie, qui eut cet honneur.

## Mariage
Marie arriva à Potsdam le soir du 18 avril 1873 pour y rencontrer le prince Albert de Prusse, son fiancé. Le couple fut reçu par l'empereur Guillaume Ier et l'impératrice au Château de Bellevue. 
Le 9 avril 1873, à Berlin, Marie épousa le prince Albert, un petit-fils de Frédéric-Guillaume III de Prusse. D'autres rapportèrent qu'ils ont été unis le 19 avril,. Les parents d'Albert ayant connu un mariage malheureux avant de divorcer, il préféra attendre avant de se marier trop tôt. C'est pour cette raison qu'il était âgé de 36 ans à leur mariage. Des spectateurs de la cérémonie du mariage royal avait été fastueuse, avec les Royal Dragoon Guards en tête du cortège et la présence de l'empereur et de l'impératrice. Marie fut décrite comme « une beauté envoûtante aux allures de petite fille et un air simple et modeste qui captivait les foules. »
Le couple eut 3 enfants :
- Prince Frédéric-Henri-Albert (1874-1940)
- Prince Joachim-Albert (1876–1939) qui épousa Marie von Blich-Sulzer et Karoline Kornelia Stockhammer
- Prince Frédéric-Guillaume (1880-1925) qui épousa la princesse Agathe de Hohenlohe-Schillingsfürst

En 1885, Albert fut nommé régent du duché de Brunswick à la place d'Ernest-Auguste de Hanovre, démis de ses fonctions par le chancelier allemand, Otto von Bismarck. Ernest-Auguste était également un lointain parent de Marie, étant donné que sa mère la reine Marie, était née princesse de Saxe-Altenbourg. Après avoir accepté la régence, Albert et Marie résidèrent à Brunswick, Berlin et à Kamenz.
La princesse Marie mourut le 8 octobre 1898 au château de Kamenz,,. L'empereur Guillaume II et l'impératrice Augusta-Victoria assistèrent à ses funérailles au château. Le prince Albert, quant à lui, mourut en 1906 ; ils furent enterrés dans le mausolée Auf dem Hutberge dans le parc du château de Kamenz. Après la Seconde Guerre mondiale, le mausolée fut pillé et ils furent, à nouveau, enterrés dans le parc.